# Bellemerea
Bellemerea är ett släkte av lavar som beskrevs av Joseph Hafellner och Claude Roux 1984. Bellemerea ingår i familjen Lecideaceae, ordningen Lecideales, klassen Lecanoromycetes, divisionen sporsäcksvampar och riket svampar,

## Dottertaxa tillBellemerea, i alfabetisk ordning[2][3][4]
- Bellemerea alpina (Sommerf.) Clauzade & Cl.Roux,	Fjällkantlav
- Bellemerea cinereorufescens (Ach.) Clauzade & Cl.Roux,	Grå kantlav
- Bellemerea cupreoatra (Nyl.) Clauzade & Cl.Roux
- Bellemerea diamarta (Ach.) Hafellner & Cl.Roux,	Rostkantlav
- Bellemerea elegans Øvstedal
- Bellemerea pullata (Darb.) Øvstedal
- Bellemerea sanguinea (Kremp.) Hafellner & Cl.Roux, Blodkantlav
- Bellemerea subcandida (Arnold) Hafellner & Cl.Roux
- Bellemerea subnivea (Müll.Arg.) Hafellner
- Bellemerea subsorediza (Lynge ex Å.E.Dahl) R.Sant., Mjölig kantlav